# Protomicroides sororius
Protomicroides sororius (лат.) — ископаемый вид песочных ос, единственный в составе рода Protomicroides и трибы Protomicroidini. Обнаружен в ровенском янтаре.

## Описание
Мелкие ископаемые осы, длина тела около 3 мм. Обнаружены в позднеэоценовом ровенском янтаре (Украина). Основные отличия нового таксона (рода и трибы): отсутствие пигидиального поля, псаммофоров и копательных гребней, не удлинённый проподеум с развитыми латеральными килями и ограниченным дорсальным полем, полуовальный заднещитик с пластинчатой каймой, редуцированное жилкование крыльев.

## Классификация
Род и вид выделены в отдельную трибу Protomicroidini. Относится к семейству Crabronidae в составе которого новая триба сочетает признаки нескольких триб подсемейства Crabroninae, и образует пару сестринских групп с современной трибой Oxybelini.